# 闪杆菌属
闪杆菌属（Lamprobacter），是光合细菌下的着色杆菌科的一属革兰氏阴性菌。细胞杆形或卵圆。
该属的模式种也是惟一种为嗜中盐闪杆菌（Lamprobacter modestohalophilus）。

## 下级分类
- 嗜中盐闪杆菌 Lamprobacter modestohalophilus Gorlenko et al., 1988